# St. Florian (Alabama)
St. Florian – miasto w Stanach Zjednoczonych, w stanie Alabama, w hrabstwie Lauderdale. W roku 2023 miasto zamieszkiwały 704 osoby, a gęstość zaludnienia wynosiła 91,4 osoby/km².